# Sault-de-Navailles
Sault-de-Navailles (okzitanisch: Saut de Navalhas) ist eine französische Gemeinde mit 944 Einwohnern (Stand: 1. Januar 2022) im Département Pyrénées-Atlantiques in der Region Nouvelle-Aquitaine (vor 2016: Aquitanien). Sie liegt im Arrondissement Pau und ist Teil des Kantons Artix et Pays de Soubestre (bis 2015: Kanton Orthez). Die Einwohner werden Saultois genannt.

## Geographie
Sault-de-Navailles liegt etwa 64 Kilometer ostnordöstlich von Bayonne im Weinbaugebiet Béarn am Luy de Béarn. Umgeben wird Sault-de-Navailles von den Nachbargemeinden Marpaps im Norden, Castaignos-Souslens und Beyries im Nordosten, Bassercles und Labeyrie im Osten, Lacadée im Osten und Südosten, Mesplède im Südosten, Balansun im Süden, Sallespisse im Westen und Südwesten sowie Bonnegarde im Westen und Nordwesten.
Der Ort liegt an der Via Lemovicensis, einem der vier historischen „Wege der Jakobspilger in Frankreich“, und an der früheren Route nationale 133 (heutige D933).

## Bevölkerungsentwicklung
| Jahr                      | 1962 | 1968 | 1975 | 1982 | 1990 | 1999 | 2006 | 2013 |
| Einwohner                 | 757  | 764  | 763  | 778  | 799  | 785  | 837  | 853  |
| Quelle: Cassini und INSEE |      |      |      |      |      |      |      |      |

## Sehenswürdigkeiten

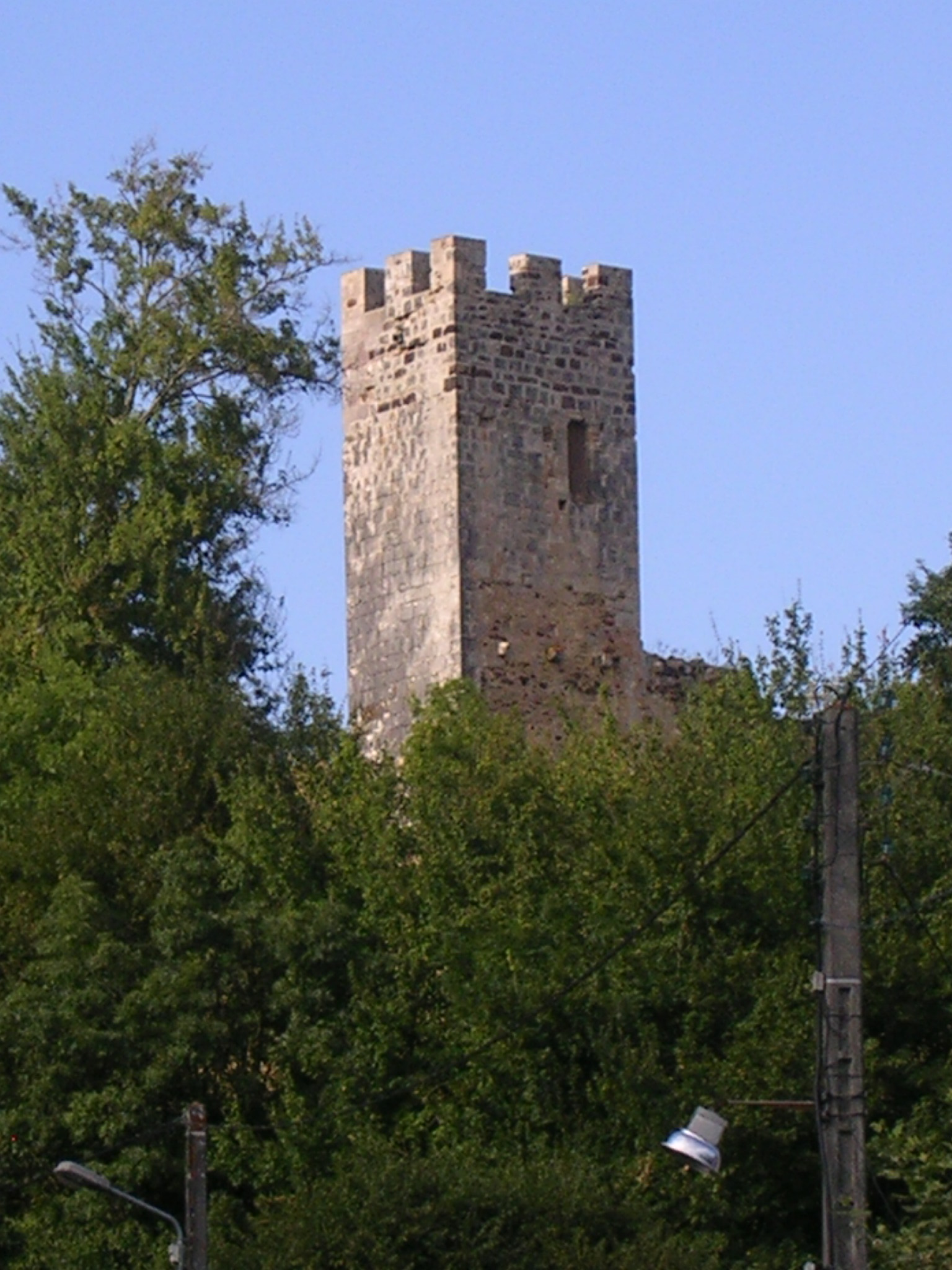
Turm der Burg Sault

- Kirche Assomption-de-la-Bienheureuse-Vierge-Marie
- Burg Sault aus dem 12. Jahrhundert, Monument historique seit 1998
- Schloss Vignes